# Штільман Ілля Нісонович
Ілля́ Нісо́нович Шті́льман (* 20 листопада (3 грудня) 1902, Київ — † 11 серпня 1966, Київ) —  український художник-живописець і педагог. Заслужений діяч мистецтв УРСР (з 1946 року). Професор (з 1947 року). Член Спілки художників України (з 1938 року).

## Біографічні відомості
Народився 20 листопада (3 грудня за новим стилем) 1902 року у Києві. У 1917–1920 роках навчався в Київському художньому училищі. 1920 року вступив до Київського художнього інституту. Навчався у Миколи Бурачека, Льва Крамаренка, Федора Кричевського. Закінчив інститут 1927 року.
Був членом Об'єднання сучасних митців України. У 1933–1964 роках викладав у Київському художньому інституті (у 1940–1944 роках — директор, від 1947 року — професор, у 1948–1959 роках — керівник майстерні пейзажного живопису). Доклав багато зусиль для евакуації інституту в Самарканд під час радянсько-німецької війни і налагодження його роботи.
Був одним з керівників республіканського і київського правління Спілки художників УРСР в довоєнні та повоєнні роки.

Могила Іллі Штільмана

Помер 11 серпня 1966 року. Похований в Києві на Байковому кладовищі.

## Відзнаки
- Медаль «За доблесну працю у Великій Вітчизняній війні 1941—1945 рр.» (6 червня 1945 року)
- Орден «Знак Пошани» (27 жовтня 1953 року)
- Почесна грамота Президії Верховної Ради України (7 березня 1964 року).

### Творча спадщина
Твори Іллі Штільмана знаходяться в Державній Третьяковській галереї (Росія), Національному художньому музеї України, Національній академії образотворчого мистецтва та архітектури, більшості великих музеїв України та в приватних збірках України, США, Канади, Німеччини та Ізраїлю. Найвідоміші твори:
- «Музики на єврейському весіллі» (1927, дипломна робота);
- «Міський пейзаж» (1936);
- Серія пейзажів «Дніпро одягається в граніт» (1936–1937);
- Портрет художника О. Шовкуненко (1939);
- «Околиці Самарканда» (1943);
- «Загорськ взимку» (1943);
- «Зима» (1946);
- «Вітер» (1947);
- «Володимирська гірка» (1947);
- «Гребля Дніпрогесу» (1947);
- Портрет художника В. Касіяна (1947);
- «Нива» (1950);
- «Гроза насувається» (1951);
- «Бузок і конвалії» (1952);
- «Місяць зійшов» (1953);
- «Канівські Карпати. Чернеча гора» (1963);
- «Яблуньки» (1965);
- «Седнівські далі» (1966)
- та інші.

### Вибрані твори

Володимирська гірка. 1947, полотно, олія, 58  х 76. Національна академія образотворчого мистецтва і архітектури
Міський пейзаж. 1936, полотно, олія, 95 х 115.  Національний художній музей України
Ранок. 1956, полотно, олія, 55 х 75.  Національний художній музей України
Осіннє сонце. 1944. полотно, олія, 52 х 70. Збірка родини художника, Київ.

### Фотографії і портрети

І. Штільман. 1936.
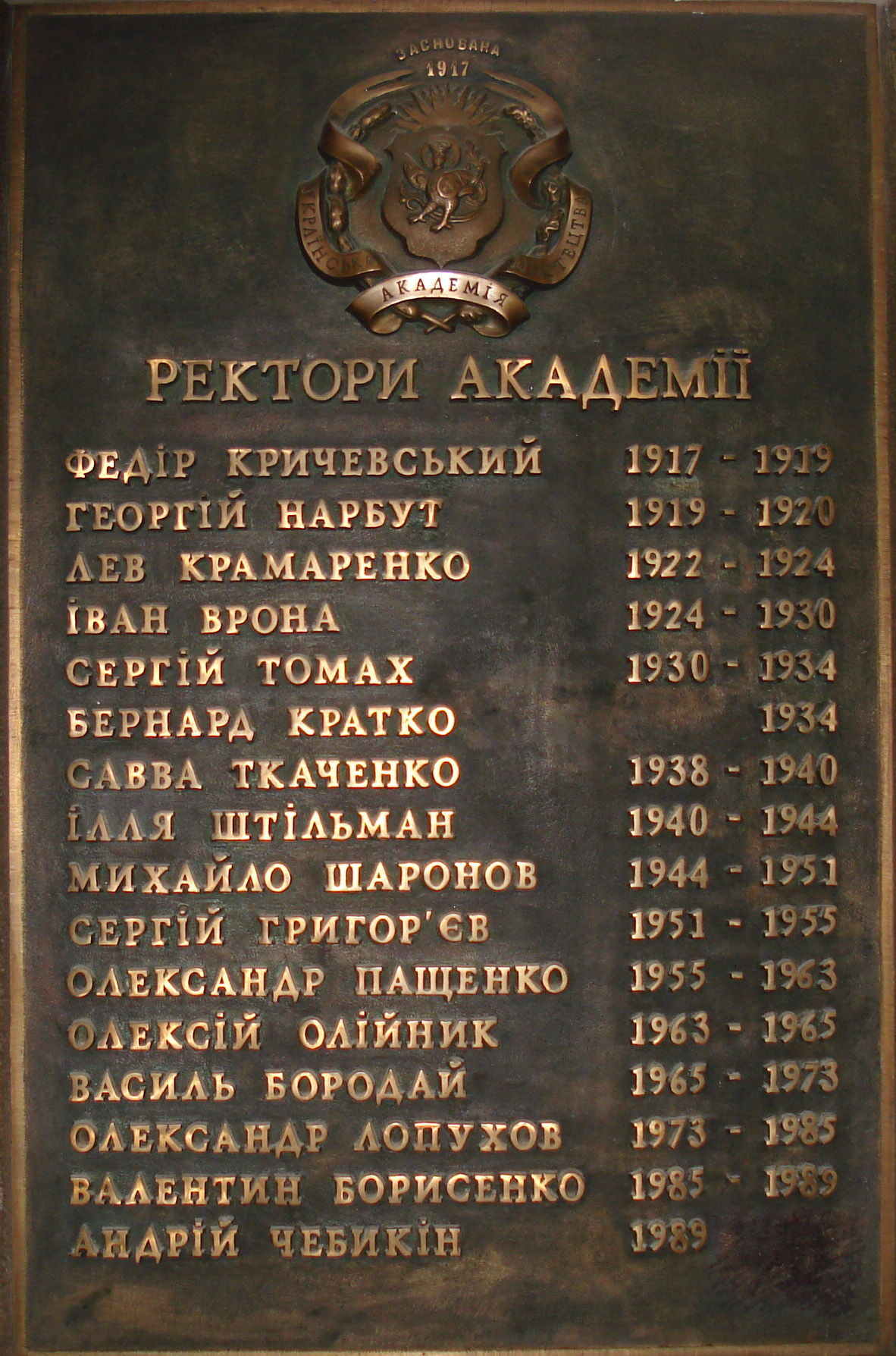
Меморіальна дошка в пам'ять про ректорів  Національної академії образотворчого мистецтва і архітектури .